# Tramway de Mykolaïv
Le tramway de Mykolaïv est le réseau de tramways à traction électrique qui dessert Mykolaïv, capitale administrative de l'oblast de Mykolaïv et ville portuaire du sud de l'Ukraine.
Le réseau comporte cinq lignes pour environ 73 km de voies. La première ligne, à traction hippomobile, a été officiellement mise en service le 26 juillet 1897.

## Réseau actuel

### Aperçu général
Le réseau compte 5 lignes :
- №1 : Яхт-клуб – Широка балка

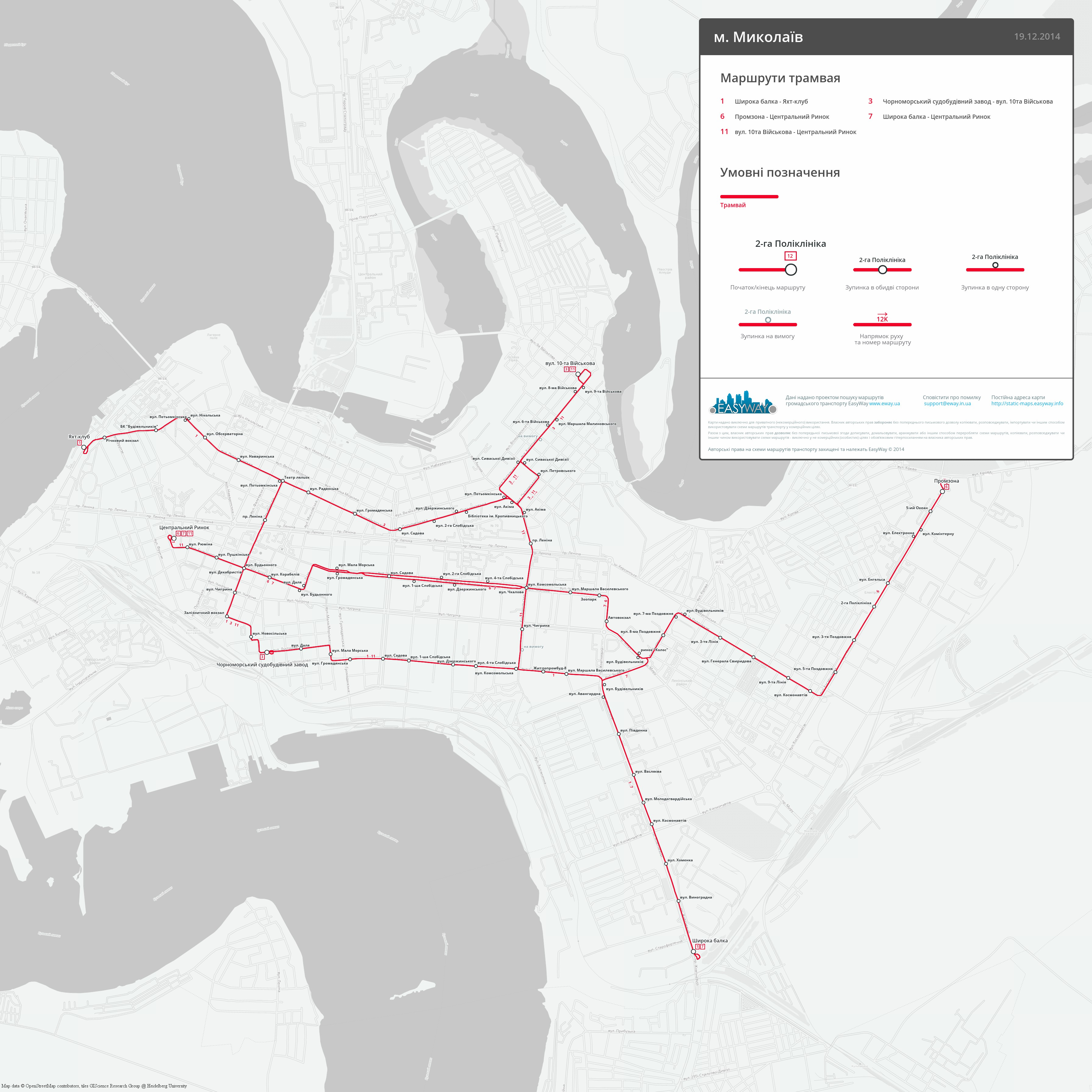
Carte du réseau de tramways en 2014.

- №3 : вул. 10-та Військова – Чорноморський суднобудівний завод (ЧСЗ)
- №6 : Центральний ринок – Промзона
- №7 : Центральний ринок – Широка балка
- №11 : Центральний ринок – вул. 10-та Військова

### Rames
| Type     | Nombre de rames |
| -------- | --------------- |
| KTM-5    | 46              |
| KTM-5A   | 6               |
| KTM-8K   | 6               |
| T6B5 Jug | 3               |
| K1       | 7               |
| KTM-23   | 1               |

## Sources
- (uk)/(ru) Cet article est partiellement ou en totalité issu des articles intitulés en ukrainien « Миколаївський трамвай » (voir la liste des auteurs) et en russe « Николаевский трамвай » (voir la liste des auteurs).